# 長沙軌道交通S2線
长沙轨道交通S2线，原名长沙磁浮快线，是中国湖南省长沙市的一条磁悬浮列车线路，属于长沙轨道交通的一部分，也是中国第一条具有自主知识产权的中低速磁浮交通线路。该工程线路西起长沙南站，东至长沙黄花国际机场，初期建设磁浮高铁站、磁浮㮾梨站和磁浮机场站3座车站，并预留会展中心站和汽车城站2座车站，其中磁浮高铁站可与长沙地铁2号线和4号线進行换乘。正线全长约18.7公里，全部采用高架铺设，并设车辆段和综合基地1处。
正線工程于2014年5月16日正式开工，于2015年下半年建成，于12月26日开始试运行，并于2016年5月6日投入载客试运营。线路采用磁浮列车3辆编组，最大载客量为363人，设计最高速度可达100公里/小时，并于2021年7月提速至140公里/小时，单程运行时间为16—17分钟，行车间隔为10分钟。

## 大事記
- 2014年5月16日：正式开工。2014年6月24日：磁浮浏阳河特大桥开工。
- 2015年2月12日：架设首片轨道梁。2015年7月30日：首列磁浮列车下线。2015年9月26日：列车抵达长沙开始悬浮调试。2015年10月30日：全线轨通。2015年12月2日：全线首次试跑。12月14日：全线双向联调。12月26日：进入試車。
- 2016年5月6日：开始試營運。8月10日：磁浮高铁站、磁浮机场站增设免费摆渡电瓶车。2016年8月11日：新增无障碍旅行服务，各站增设免费轮椅。10月19日：磁浮机场站、磁浮㮾梨站增设高铁自动售票机。
- 2019年3月31日：磁浮快线高铁站正式启用城市航站楼。2019年6月1日：新增支持潇湘卡支付乘车，并接入全国交通联合（China T-union）支付系统。2021年7月1日，提速至每小时140公里[3][4][5][6]。
- 2024年1月31日，支持支付宝乘车码扫码乘车。2024年6月27日，在新版的长沙地铁线路图中，被标记为S2线。[7]7月28日，支持微信城市通乘车码扫码乘车。11月11日，長瀏快線段一期工程開工。[8]

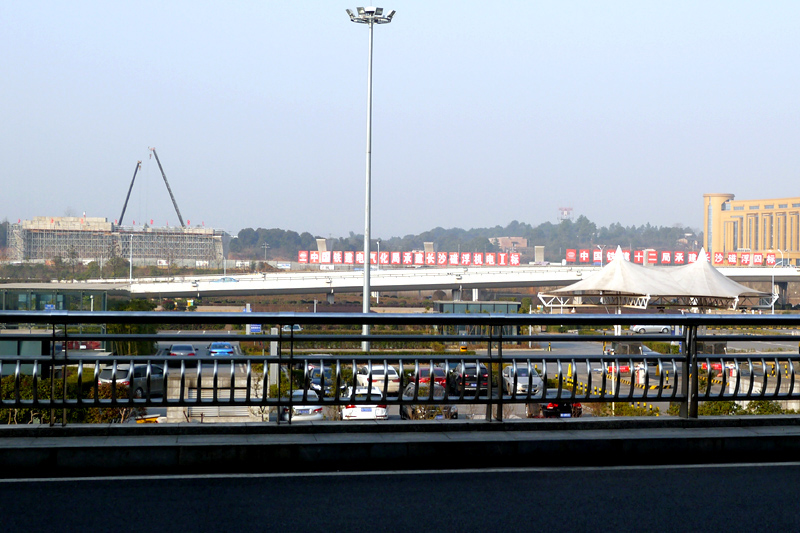
长沙磁浮快线施工现场（2015年1月，长沙黄花机场前）
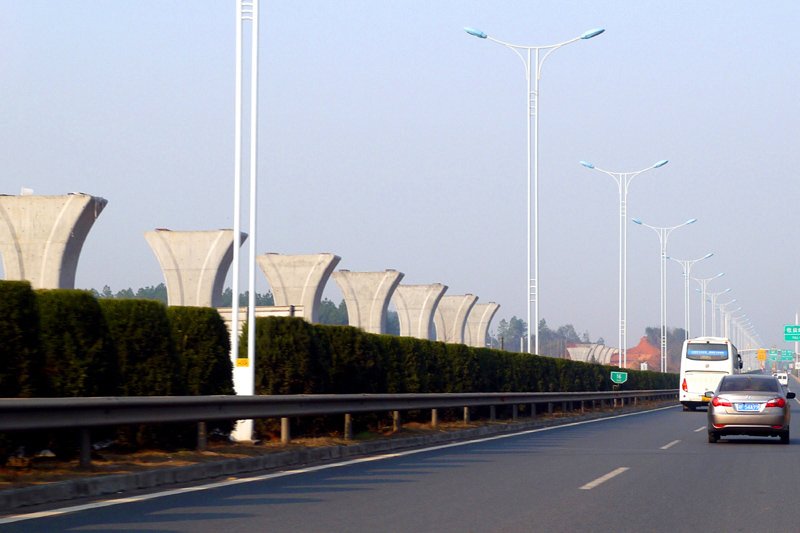
长沙磁浮快线高架桥墩建设（2015年1月，长沙大道沿线）
- 2020年5月，中车株洲电力机车与湖南省磁浮技术研究中心联合研制中国首列商用磁浮2.0版列车

## 站点布局

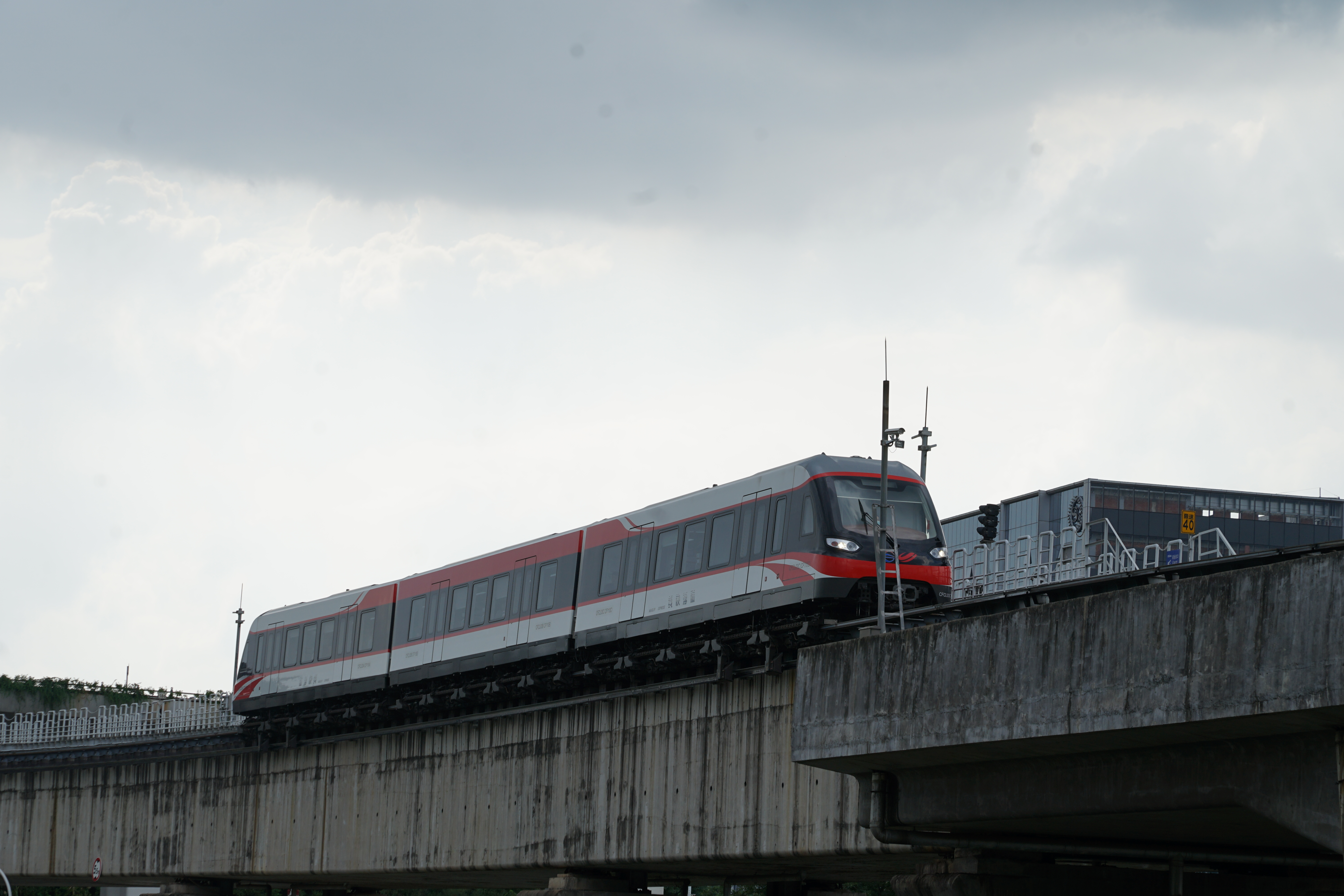
一列开往磁浮高鐵站的磁浮快线列车

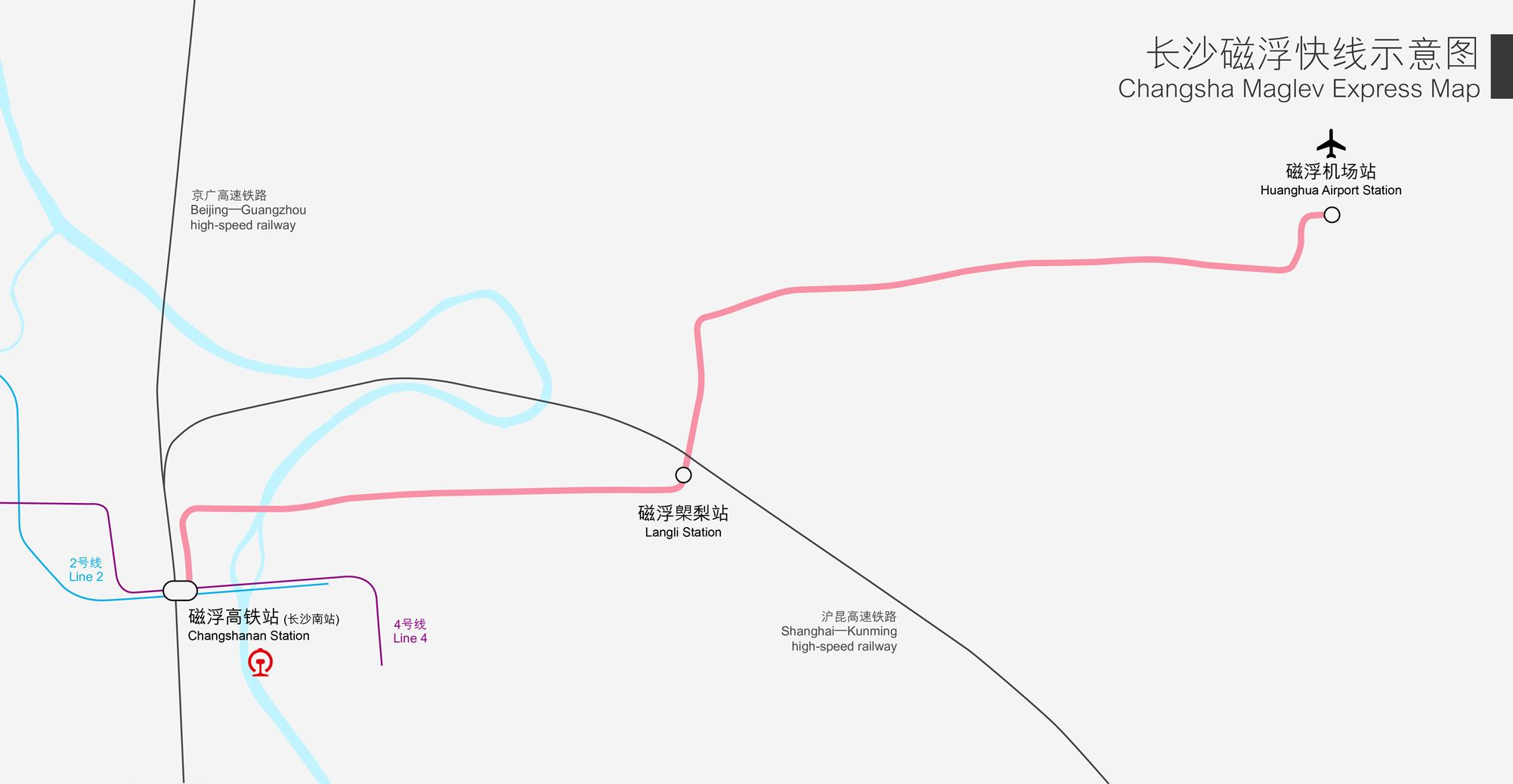
路線圖

| 车站名称   | 英文名称                        | 首班车发车时刻 | 首班车发车时刻 | 末班车发车时刻 | 末班车发车时刻 | 换乘                                  |
| 车站名称   | 英文名称                        | 往 磁浮高铁站  | 往 磁浮机场站  | 往 磁浮高铁站  | 往 磁浮机场站  | 换乘                                  |
| ---------- | ------------------------------- | -------------- | -------------- | -------------- | -------------- | ------------------------------------- |
| 磁浮高铁站 | Changshanan Maglev Station      | —              | 7:00           | —              | 22:00          | 长沙火车南站： 2号线、 4号线 长沙南站 |
| 磁浮㮾梨站 | Langli Maglev Station           | 7:11           | 7:07           | 22:39          | 22:08          |                                       |
| 磁浮机场站 | Huanghua Airport Maglev Station | 7:00           | —              | 22:30          | —              | 黄花机场T1T2站： 6号线                |

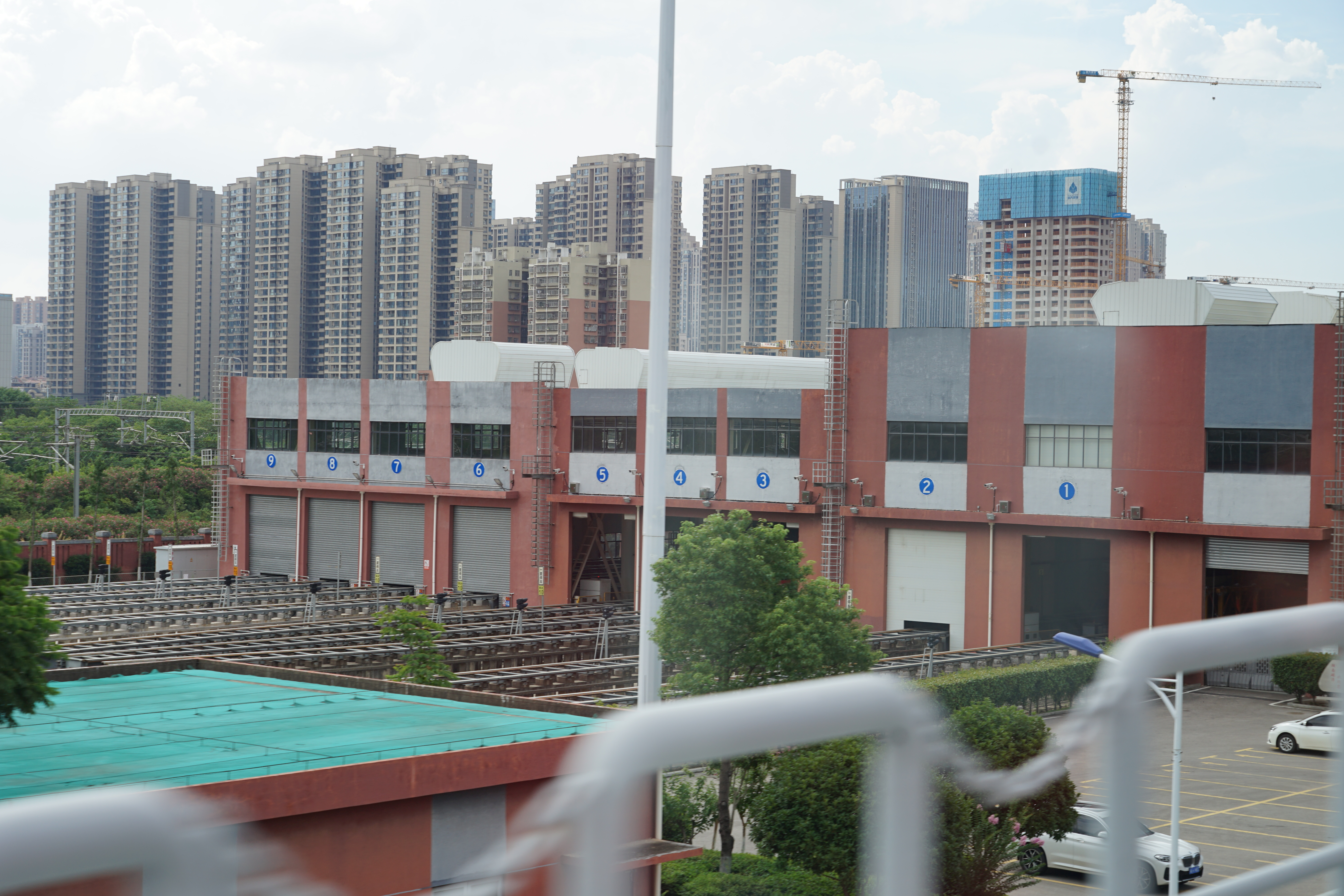
磁浮快線車輛段
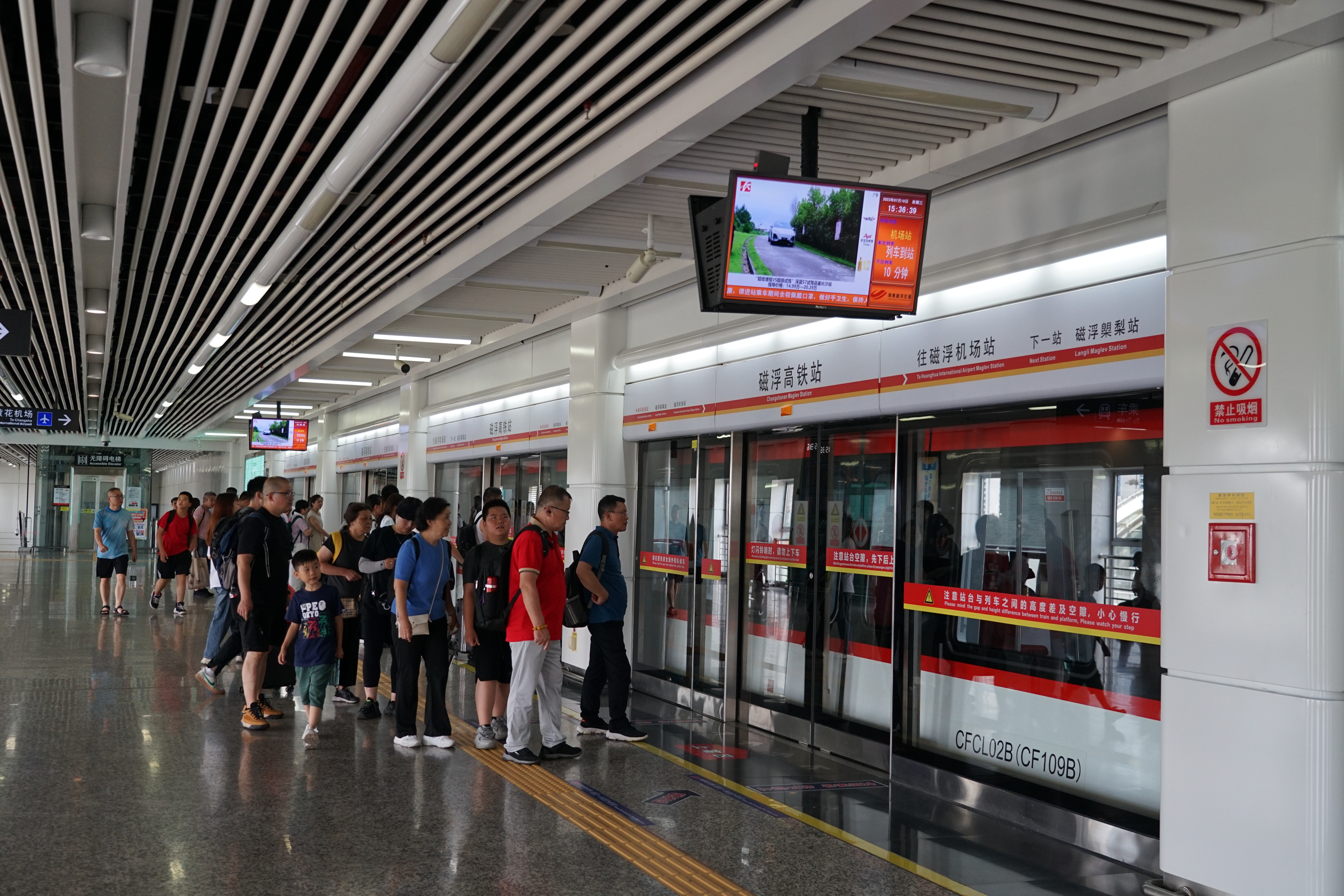
磁浮高鐵站
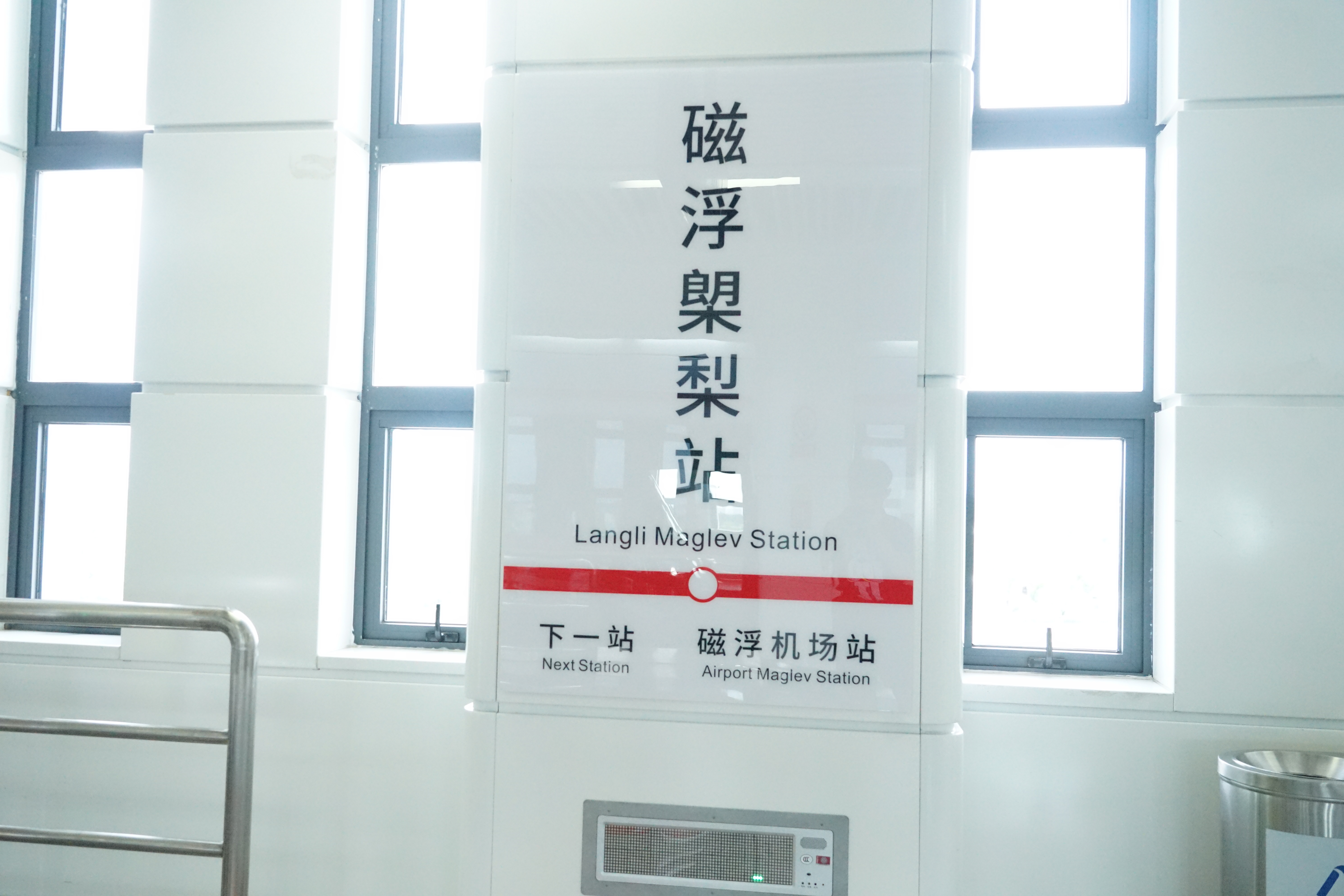
磁浮㮾梨站
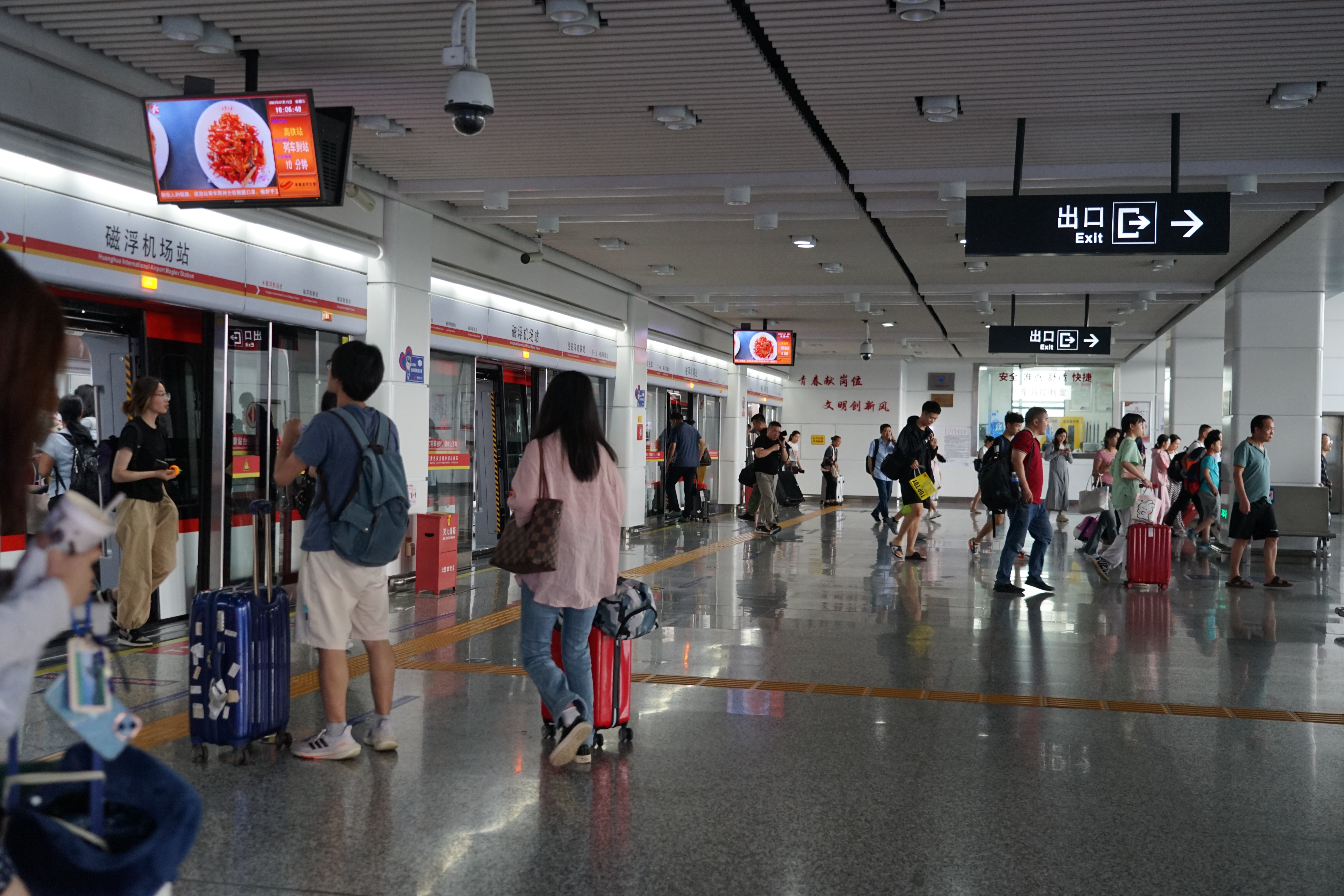
磁浮機場站

## 未來發展
2020年6月，长沙磁浮东延线接入T3航站楼设计总体总包项目发布招标公告。根据招标公告上的内容，长沙磁浮东延线接入T3航站楼工程线路全线长约4.5公里，其中高架约0.2公里，地下线约4.3公里。全线共设车站2座，均为地下站。项目建设总工期4年，预计2020年11月开工。线路由机场高速、临空大道路口东引出，至机场大道高架前入地。向东延伸至国际贵宾厅西南侧设T2站，之后接入T3航站楼设T3站，与在建6号线、長瀏快線段、10号线、渝长厦高铁换乘。

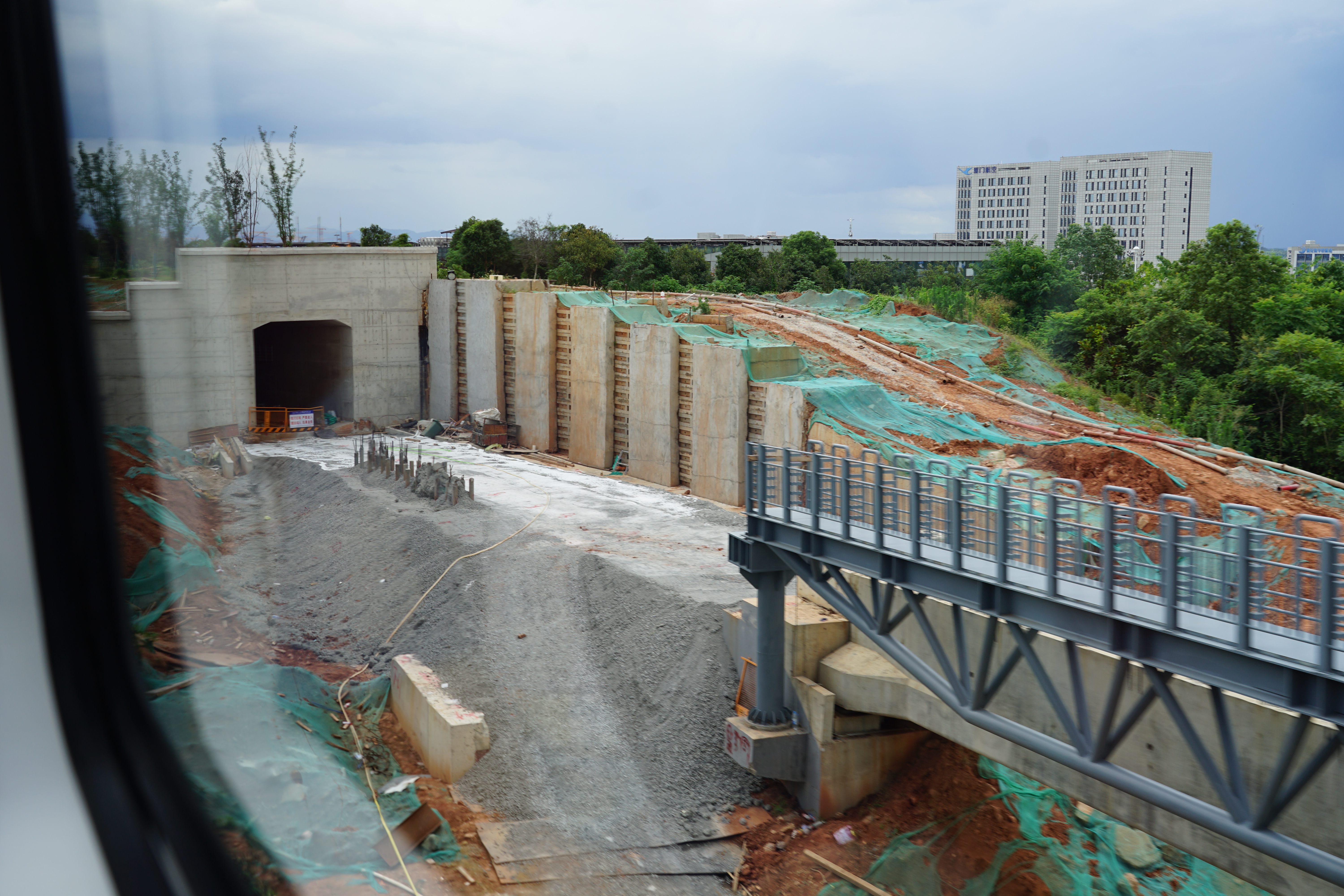
接入黃花機場T3航站樓支線的預留隧道及軌道末端

### 長瀏快線段
長沙軌道交通S2線長瀏快線段路綫全長約48.73公里，從長沙黃花國際機場在建的T3客運大樓出發，到瀏陽關口站，設計時速160公里每小時，設置15座車站，是中華人民共和國境內首條以磁懸浮線路運營的市域軌道交通系統。本線路段工程分為兩期，一期工程建設黃花機場T3客運大樓至集里段，總建設長度39.52公里，預期將在2029年建成通車，建設期間實際設置車站8座，規劃預留站2座，土建預留站3座，最短車站間隔為坪頭路站至金陽中心站區間，距離1,867米，最長車站間隔為蕉溪站至集里站區間，距離14,279米。
| 設計車站名 | 車站屬性   | 里程（米） | 里程（米） |
| 設計車站名 | 車站屬性   | 站間       | 累計       |
| ---------- | ---------- | ---------- | ---------- |
| T3航站樓   | 一般站     | 0          | 0          |
| 東塘村     | 土建預留站 | 3,703      | 3,703      |
| 金江路     | 規劃預留站 | \|         | \|         |
| 永安南     | 一般站     | 2,533      | 6,236      |
| 永安       | 一般站     | 2,324      | 8,560      |
| 坪頭路     | 土建預留站 | 1,959      | 10,519     |
| 金陽中心   | 一般站     | 1,867      | 12,386     |
| 康里路     | 規劃預留站 | \|         | \|         |
| 經開區     | 一般站     | 4,993      | 17,379     |
| 利通路     | 土建預留站 | 2,441      | 19,820     |
| 東山       | 一般站     | 2,245      | 22,065     |
| 蕉溪       | 一般站     | 3,957      | 26,022     |
| 集里       | 一般站     | 14,279     | 40,301     |
| 體育中心   | 一般站     | 1,800      | 42,101     |
| 行政中心   | 一般站     | 1,776      | 43,877     |
| 予倩西路   | 一般站     | 1,324      | 45,201     |
| 瀏陽站     | 一般站     | 1,484      | 46,685     |
| 關口       | 一般站     | 1,783      | 48,468     |

## 运营时间

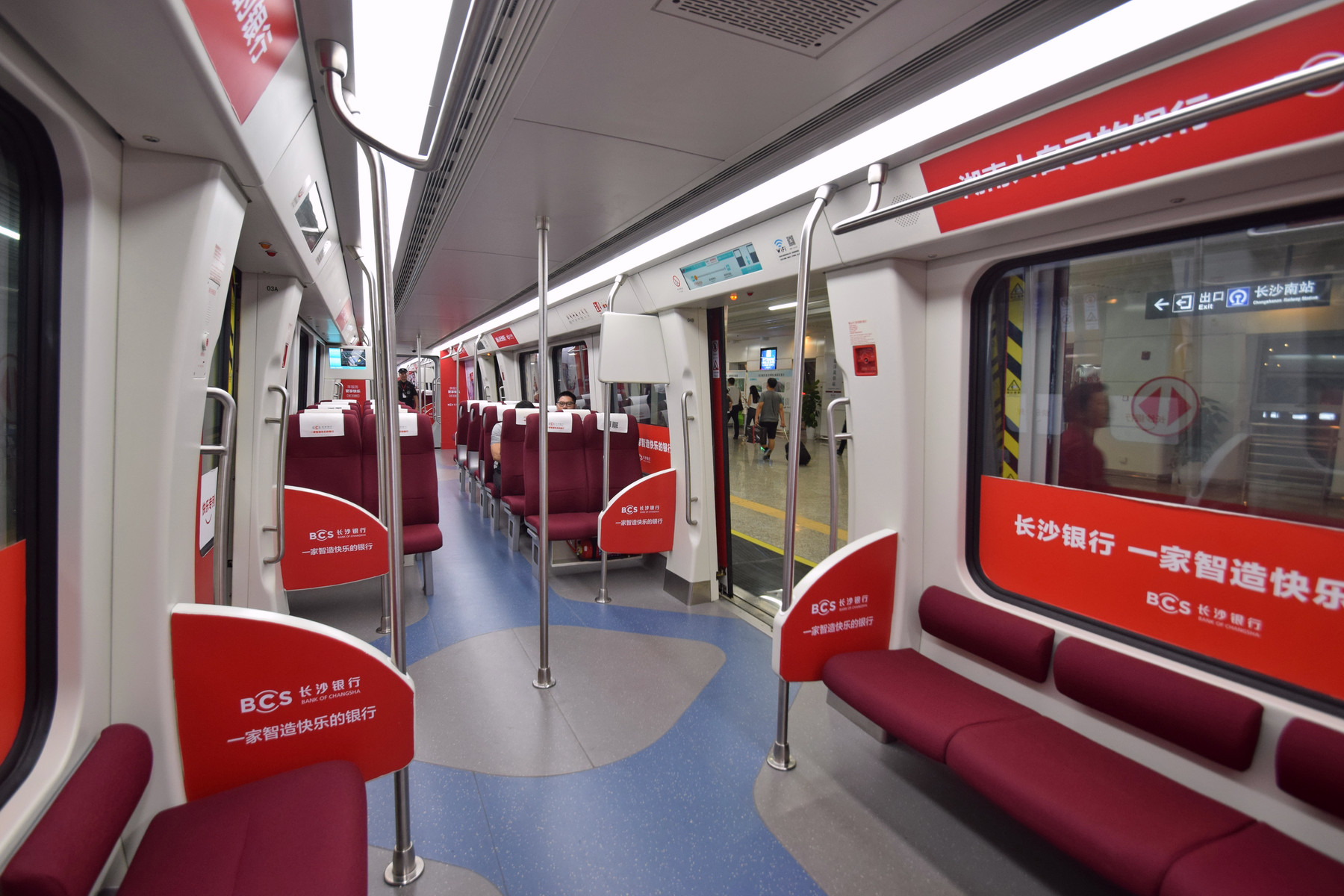
长沙磁浮快线列车车廂

试运营初期运营时段为每日9:00—18:00。列车以平均每小时60公里的速度行驶，最高速度达到每小时100公里。磁浮高铁站至磁浮机场站间的单程运行时间计划为19分30秒，行车为间隔24分30秒。列车在磁浮高铁站、磁浮机场站停车时间各为5分钟，在磁浮㮾梨站的停车时间为40秒。磁浮高铁站、磁浮机场站的首班车时间为9:00，末班车时间为18:00。磁浮㮾梨站的往机场方向首班车时间为9:07，末班车为18:07；往高铁站方向首班车为9:11，末班车为18:11。
自2016年8月4日起，长沙磁浮快线每日运营时段延长至7:00-21:00,发车间隔缩短至15分30秒。磁浮高铁站、磁浮机场站首班车为7:00，末班车为21:00。磁浮㮾梨站的往机场方向首班车时间为7:07，末班车为21:07；往高铁站方向首班车为7:11，末班车为21:11。
自2017年4月29日起，长沙磁浮快线的运营时段进一步延长。其中磁浮高铁站的首班车为7:00，末班车延长至22:00；磁浮机场站的首班车为7:00，末班车延长至22:30；磁浮㮾梨站的往机场方向首班车时间为7:07，末班车延长至22:08；往高铁站方向首班车为7:11，末班车为22:39。发车间隔时间仍维持15分30秒不变。
自2017年7月1日起，长沙磁浮快线将其行车间隔从原15分30秒压缩至11分40秒，各站首末班车时间维持不变。
自2018年12月8日起，长沙磁浮快线每日19:00-22:30高铁站和机场站发出的列车在㮾梨站不停站通过。
2021年7月1日起，长沙磁浮快线完成提速工程，既有的磁浮列车速度从每小时100公里提升至每小时110公里，新增的一列磁浮列车速度达到每小时140公里。提速后，每小时110公里速度的磁浮列车单程运行时间为17分钟，每小时140公里速度的磁浮列车单程运行时间为16分钟，行车间隔也将由原来的11分40秒缩短至10分钟。
2022年5月5日至6月30日，为配合长沙磁浮快线东延线接入长沙黄花机场T3航站楼工程施工，线路临时停运。

## 票价
| 车站名     | 磁浮高铁站 | 磁浮㮾梨站 | 磁浮机场站 |
| ---------- | ---------- | ---------- | ---------- |
| 磁浮高铁站 | 10         | 10         | 20         |
| 磁浮㮾梨站 | 10         | 10         | 10         |
| 磁浮机场站 | 20         | 10         | 10         |

全线采用区段计价票制。磁浮高铁站至磁浮机场站为20元/人，磁浮㮾梨站至磁浮机场站或磁浮高铁站均为10元/人。持残疾军人证、伤残人民警察证可享受5折优惠，1.2-1.5米儿童票和学生票可享受5折优惠，持普通储值车票可享受9折优惠，每名成人可免费携带一名身高不足1.2米的儿童乘车。

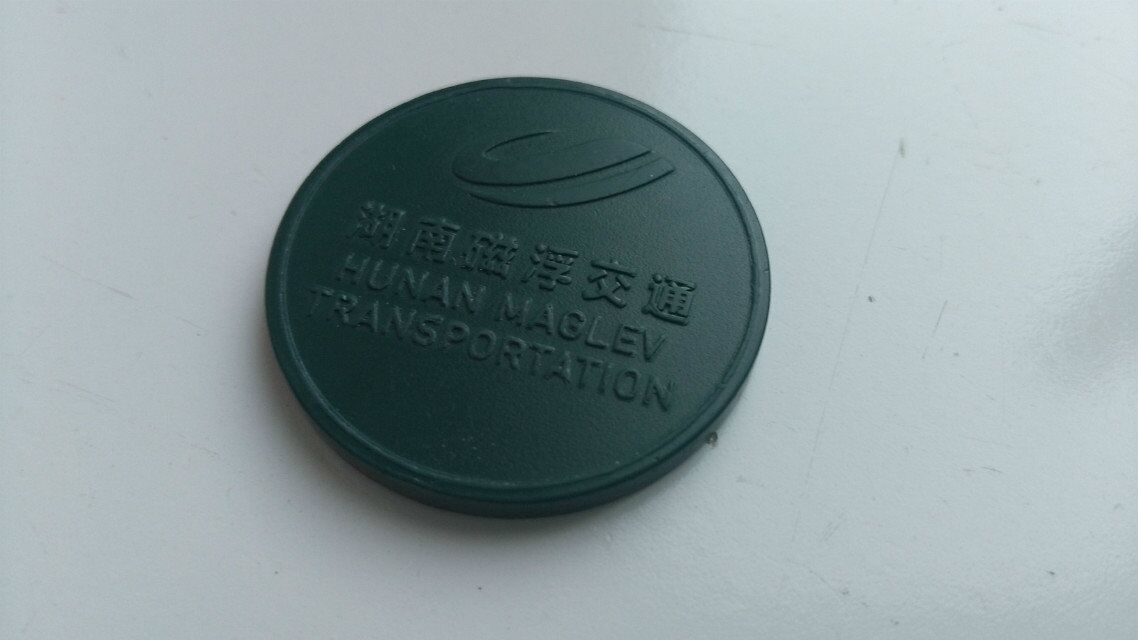
单程票
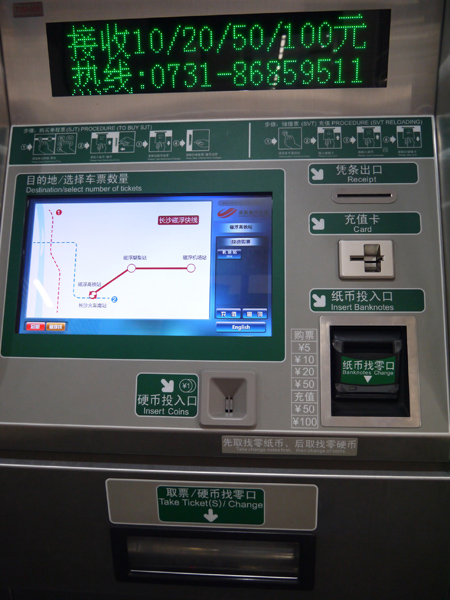
自动售票机